# Tu was, dann tut sich was.
Österreichs erstes Sozialfestival mit dem Namen Tu was, dann tut sich was. war eine Initiative, die über eineinhalb Jahre lang Menschen die Möglichkeit gab, ihre Ideen für ein besseres Zusammenleben in ihrer Region in Projektgemeinschaften zu verwirklichen. Ziel des Festivals war, Eigeninitiativen von engagierten Bürgern zu fördern. Diese sollten zur Stärkung des gesellschaftlichen Zusammenhalts und der Verbesserung der sozialen Teilhabe von benachteiligten Gruppen beitragen.

## Idee und Ziele
Das Europäische Jahr zur Bekämpfung von Armut und sozialer Ausgrenzung 2010 war Anlass für den Theologen und Philosophen Clemens Sedmak, seine Projektidee „Regionen gelebter Menschlichkeit“ zu realisieren: Hinter Tu was, dann tut sich was. steckt das Ziel, engagierten Menschen bei der Umsetzung kleiner Projektideen, die die Lebensqualität in ihren jeweiligen Gemeinschaften und Regionen steigern, finanziell, inhaltlich und organisatorisch zu unterstützen.
Finanziert von österreichischen Privatstiftungen, den Sinnstiftern, werden Personen und Institutionen in der Umsetzung von Projekten für ein besseres Zusammenleben unterstützt. Diese Impulse sollen langfristig zu einer Stärkung des gesellschaftlichen Zusammenhalts, der sozialen Strukturen und regionaler Wirtschaftskreisläufe führen. Weitere Ziele sind die Identifikation mit der Heimat, ein Miteinander der Generationen und verbesserte Inklusion sozial benachteiligter Menschen.
Gelebt durch zahlreiche Veranstaltungen, Stammtische und Workshops vereint der Begriff „Sozialfestival“ mehrere für Tu was, dann tut sich was. typische Aspekte: Freude an der Gemeinschaft, Miteinander für eine gute Sache und die Möglichkeit, die Gesellschaft selber mitzugestalten.

## Teilnehmer
In einer Ausschreibung werden interessierte Kommunalpolitiker, Regionalmanager oder interessierte Bürger aufgerufen, sich mit einem entsprechenden Konzept als „Tu was-Region“ zu bewerben. Voraussetzung ist, dass die Region eine durchgängige Fläche mit mindestens fünf Gemeinden umfasst. Keine Gemeinde soll für sich mehr als 30.000 Bewohnern haben; in der Region insgesamt müssen mindestens 20.000 Menschen leben.
Nach erfolgreichem Zuschlag beginnt die Umsetzung, bei der alle Bürger der ausgewählten Region eingeladen sind, initiativ zu werden und ihre Ideen für ein besseres Miteinander einzubringen und umzusetzen.

## Ablauf
1. Bewerbung und Auswahl einer Region
Kommunalpolitiker, Regionalmanager oder interessierte Bürger bewerben sich mit ihrer Region. Die Entscheidung für eine Tu was-Region wird vom Verein zur Förderung des Festivals Tu was, dann tut sich was. getroffen.
2. Generierung und Entwicklung von Projektideen
Bewohner der ausgewählten Region sind aufgerufen, Projektideen einzubringen und diese gemeinsam mit dem Tu was-Projektbüro und dem Regionalmanagement zu entwickeln.
3. Jurysitzungen mit Projekt-Prämierungen
In zwei Jurysitzungen werden die eingereichten Projekte vorgestellt, ausgewählt und prämiert. Die Jury setzt sich aus bekannten Personen zusammen, die mit der Region stark verbunden sind und soziales Engagement sichtbar leben, weiters aus Stiftern und Wissenschaftlern.
4. Umsetzung und Abschluss der Projekte
Die nominierten Projektträger werden im Anschluss an die Jurysitzungen während des Festivalzyklus umgesetzt.
5. Inhaltlich-wissenschaftliche und organisatorische Begleitung
Projektinitiatoren werden von der ersten Einreichung ihrer Idee bis hin zum Projektabschluss wissenschaftlich, inhaltlich und organisatorisch begleitet.
6. Dauer des Festivals
Ein Festivalzyklus beträgt 24 Monate.

## Regionen
- 2011: Lungau (Salzburg)
- 2012–2014: Steirische Eisenstraße (Steiermark)
- 2013–2014: Mühlviertler Alm (Oberösterreich)
- 2015–2016: Mostviertel-Mitte (Niederösterreich)

## Organisation und Kommunikation

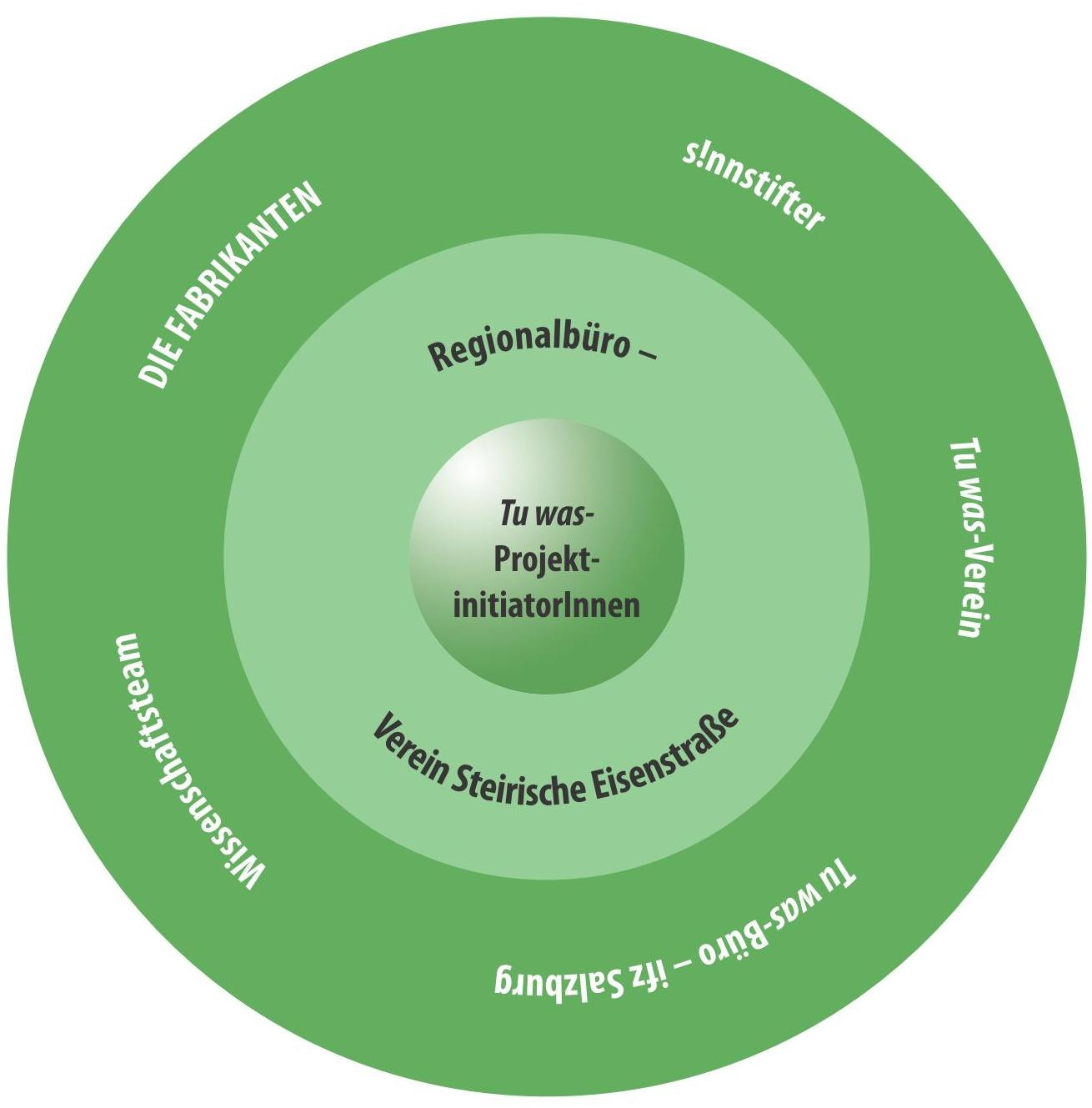
Organisationsstruktur der Region Steirische Eisenstraße

Tu was, dann tut sich was. versteht sich als Verbindungsstück zwischen allen beteiligten Gruppen wie der Region, den Stiftungen, den Projekteinreichenden und dem Marketing: Die einzelnen Einheiten arbeiten in Kooperation miteinander und versuchen so, die Ziele des Festivals zu erreichen. Von zentraler Bedeutung sich aus dem Grundgedanken des Festivals heraus die Projektinitiatoren; jene Menschen, die ihre Projekte einreichen und umsetzen. Diese werden vom Regionalbüro, dem Tu was-Projektbüro und einer Marketingagentur begleitet. Materielle und immaterielle Unterstützung kommt von den Sinnstiftern. Einem Wissenschaftsteam obliegt der neutrale Blick sowohl auf Projektebene, als auch auf der Ebene des Gesamtfestivals.

## Finanzierung
Die materiellen Ressourcen zur Umsetzung der Projekte werden durch Zuwendungen von österreichischen Privatstiftungen, den Sinnstiftern, bereitgestellt. Weitere finanzielle Unterstützung erfolgt durch die Region und EU-Fördermittel.

## Inhaltlich-wissenschaftliche Begleitung und Forschung
Das Sozialfestival und die Projekte werden während des gesamten Festivalzyklus wissenschaftlich begleitet und dokumentiert. Der Schwerpunkt der inhaltlich-wissenschaftlichen Begleitung während des Festivalzyklus liegt in der Erhebung („Messung“) des sozialen Kapitals und dessen Veränderung im Zusammenhang mit dem Sozialfestival. Aus den Ergebnissen der wissenschaftlichen Begleitarbeit sollen Rückschlüsse darauf gezogen werden können, ob und inwieweit das Sozialfestival zur Erhöhung der Teilhabemöglichkeiten, vor allem von benachteiligten Menschen, beigetragen hat. Das Wissenschaftsteam setzt sich aus Mitarbeitern des ifz (Internationales Forschungszentrum für soziale und ethische Fragen) und dem ZEA (Zentrum für Ethik und Armutsforschung) der Universität Salzburg zusammen:
- Elisabeth Kocher / Soziologin[4]
- Elisabeth Kapferer / Armutsforschung, Politikwissenschafterin[5]
- Susanne Katzlberger / Internationale Wirtschaftswissenschaften, Bachelor of Arts in Social Science[6]
- Andreas Koch / Sozialgeograph, Wissenschaftliche Leitung[7]
- Clemens Sedmak / Philosoph, Theologe, Ideengeber und Wissenschaftliche Leitung[8]

Sämtliche Forschungsergebnisse werden nach Abschluss jedes Festivals im Sozialatlas zusammengefasst und publiziert.

## Partner
- ifz (Internationales Forschungszentrum für soziale und ethische Fragen)[2]
- ZEA (Zentrum für Ethik und Armutsforschung, Universität Salzburg)[3]
- Sinnstifter[1]: Erste Stiftung[11], Essl Foundation[12], Rudolf Humer Privatstiftung, Katharina Turnauer Privatstiftung, Schweighofer Privatstiftung[13], Unruhe Privatstiftung[14], Andra Privatstiftung
- LEADER-Regionalbüro Mostviertel-Mitte[15].
- Die Fabrikanten[16]